# Лардізабала

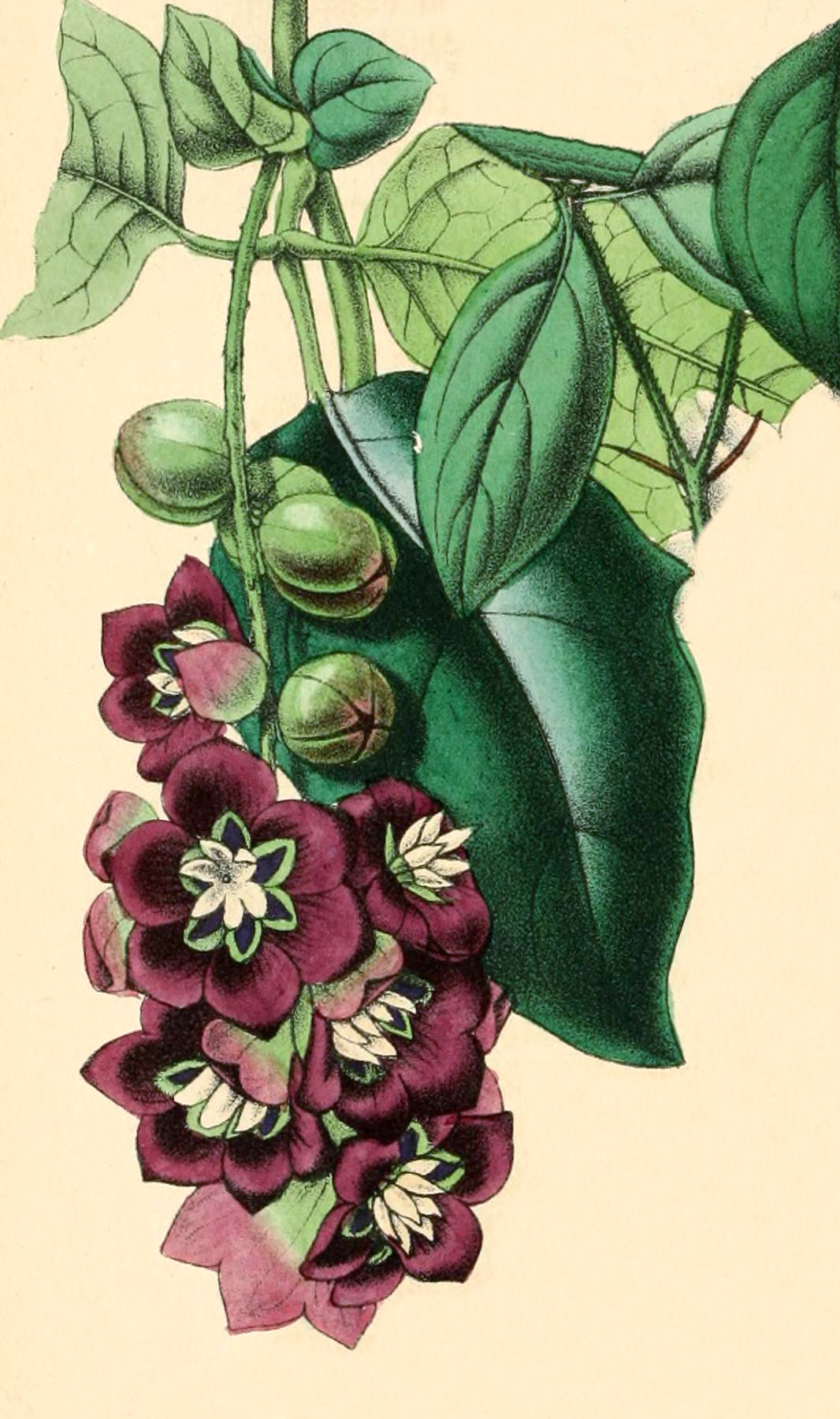
Lardizabala

Лардізабала (Lardizabala biternata) — єдиний представник, який відноситься до родини лардізабалових.
Це вічнозелена багаторічна рослина, батьківщиною якої вважають Чилі і Перу. Лардізабала — ліана, яка виростає до 3,5 метрів, має шкірясте, яскраво-зелене глянцеве листя. Молоді пагони трав'янисті, але чим старше рослина, тим стебла твердіші, аж до повного одеревіння. Цвіте з грудня по лютий незвично темно-фіолетовими, майже чорними квітками, які змінюються такими ж фіолетовими плодами з м'ясистою і дуже смачною м'якоттю.
У Чилі ці плоди дуже високо цінуються за їх прекрасний десертний смак.
Рослина віддає перевагу піщаним і глинистим ґрунтам. Вона здатна витримувати короткочасне зниження температури до -10 °C.